# ألبيت (إيطاليا)
ألبيت هي بلدية في مدينة تورينو الحضرية، في منطقة بيمنتة الإيطالية، وتقع على بعد حوالي 40 كيلومتر (25 ميل) شمال تورينو.
وتحد ألبيت البلديات التالية: بونت كانافيزي - سباروني - كورني - كانيسكيو.

## روابط خارجية
- الموقع الرسمي https://web.archive.org/web/20060808175509/http://www.comunealpette.it/